# Echetlos

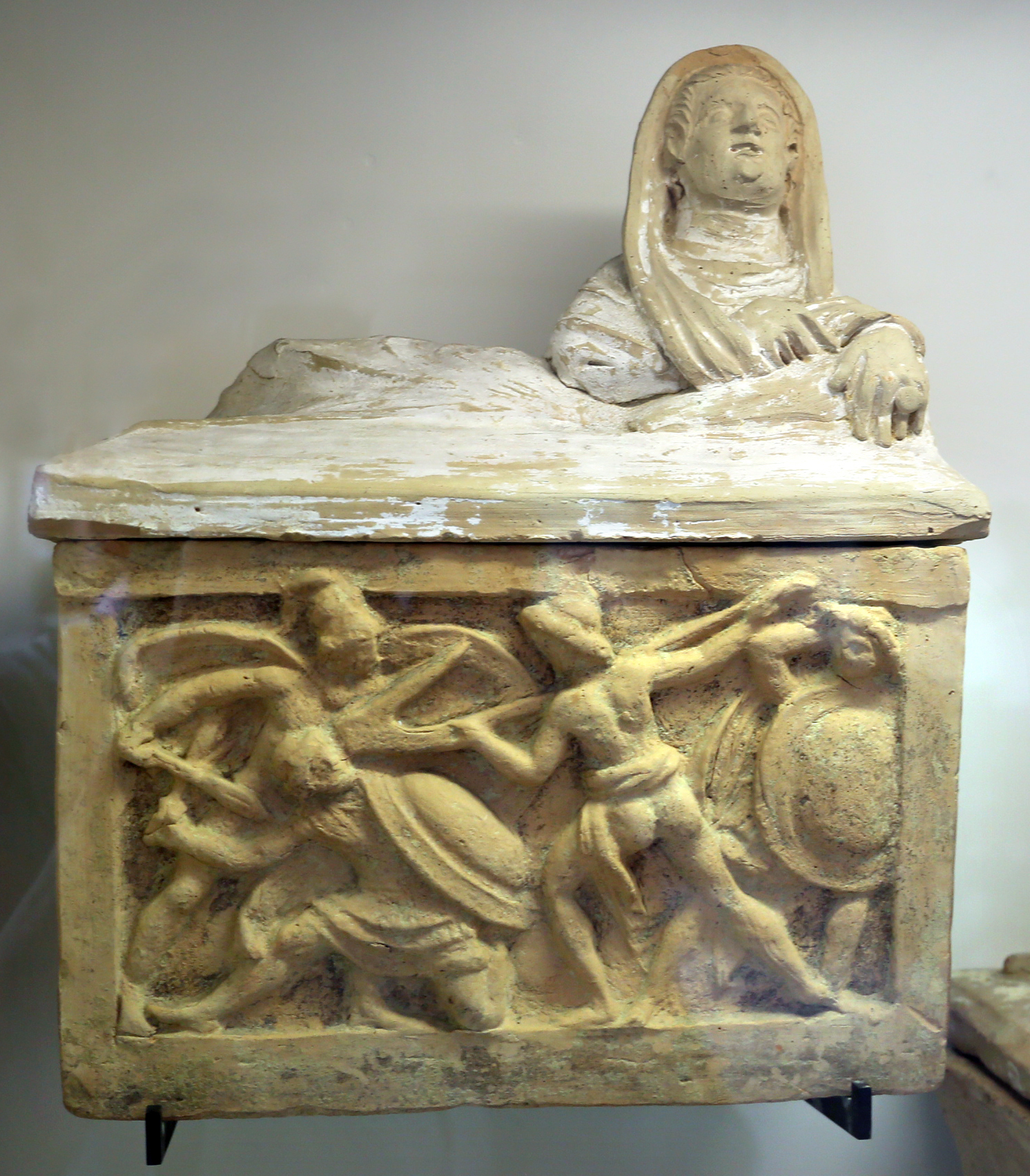
Echetlos walczący pługiem z Persami (terakotowa etruska urna grobowa)

Echetlos (Ἔχετλος – od ἐχέτλη – nasada pługa) – enigmatyczny heros attycki związany z bitwą pod Maratonem, czczony jako Echetlaios.
Mieszkańcy Maratonu otaczali kultem heroicznym nie tylko swojego herosa-eponima Maratona, lecz także wszystkich poległych w bitwie z Persami. Osobną cześć oddawano Echetlosowi, który w trakcie walki miał pojawić się na polu bitwy w chłopskim stroju, walcząc pługiem, którym dokonał masakry wśród Persów. Zniknął po odniesionym zwycięstwie, a wyrocznia zapytana o tę postać stwierdziła jego boską naturę, polecając wznieść mu miejsce kultu.
Mit o Echetlosie (wspomnianym tylko jeden raz) znany jest z przekazu Pauzaniasza (Wędrówki po Helladzie I 32,4). W sztuce utrwalono go jako jedną z centralnych postaci malowanej dekoracji w Stoi Pojkile przedstawiającej bój pod Maratonem. Opis tego malowidła podał Pauzaniasz (Wędrówki po Helladzie I 15,3), a także Herodot (Dzieje VI 114).
W literaturze nowożytnej postać herosa przypomniał Robert Browning w wierszu Echetlos (Dramatic Idylls. Second Series, 1880).